# Lokomotiva 181
Lokomotiva řady 181 je elektrická lokomotiva na stejnosměrný proud určená pro těžkou nákladní dopravu. Vyráběla ji plzeňská firma Škoda ve dvou sériích v letech 1961 a 1962 pod typovým označením Škoda 31E. Patří k československým lokomotivám tzv. I. generace.
Podle počtu náprav a také pro odlišení od menších čtyřnápravových strojů si lokomotivy vysloužily přezdívku šestikolák či šestikolka.

## Vývoj
Lokomotivy řady 181 vycházejí ze dvou prototypových strojů dnešní řady 180, které byly vyrobeny v letech 1958 a 1959 a byly původně určeny pro těžké rychlíky. Výrobce je později přestavěl kvůli jejich vyzkoušení v nákladní dopravě. Zde se již osvědčily a po úspěšných testech byly již bez prototypů objednány dvě série zdokonalených lokomotiv řady 181. Důvodem objednávky ze strany ČSD byla především potřeba nahrazení parní trakce na tzv. I. hlavním tahu z Prahy do Čierné nad Tisou, protože dosavadní elektrické lokomotivy nemohly na často sklonově náročných tratích tohoto tahu konkurovat výkonnějším parním lokomotivám 556.0, které v době vrcholícího a nechvalně proslulého těžkotonážního hnutí nezřídka samotné tahaly vlaky s hmotností až 4000 t.

## Konstrukce
U řady 181 je použita ocelová skříň se šesti bočními okny na každé straně se dvěma koncovými stanovišti strojvedoucího. Proti výchozí řadě 180 byla použita rozdílná koncepce chlazení, což se odrazilo ve zrušení velkých žaluzií na pravé bočnici. Také jsou použita menší okna na stanovištích. Lokomotiva má dva třínápravové podvozky se značnou délkou, proto jsou u druhé a páté nápravy použity ztenčené okolky na kolech pro snazší projíždění oblouky. Přesto však tyto podvozky způsobují značné obrušování kolejnic v obloucích a lokomotiva dokonce musí prudšími oblouky projíždět sníženou rychlostí. Pohon obstarává šest elektromotorů s výkonem 465 kW, pro každou nápravu jeden (u strojů II. série, u I. série jsou použity motory s výkonem o málo nižším, proto je celkový výkon těchto lokomotiv o 180 kW nižší). Oproti dříve vyrobeným řadám 121, 140, 141 a 180 jsou čela osazena novějším typem světlometů a světel. Použita je tradiční odporová regulace výkonu, pouze s malými změnami převzatá z předchozích typů.

## Provoz

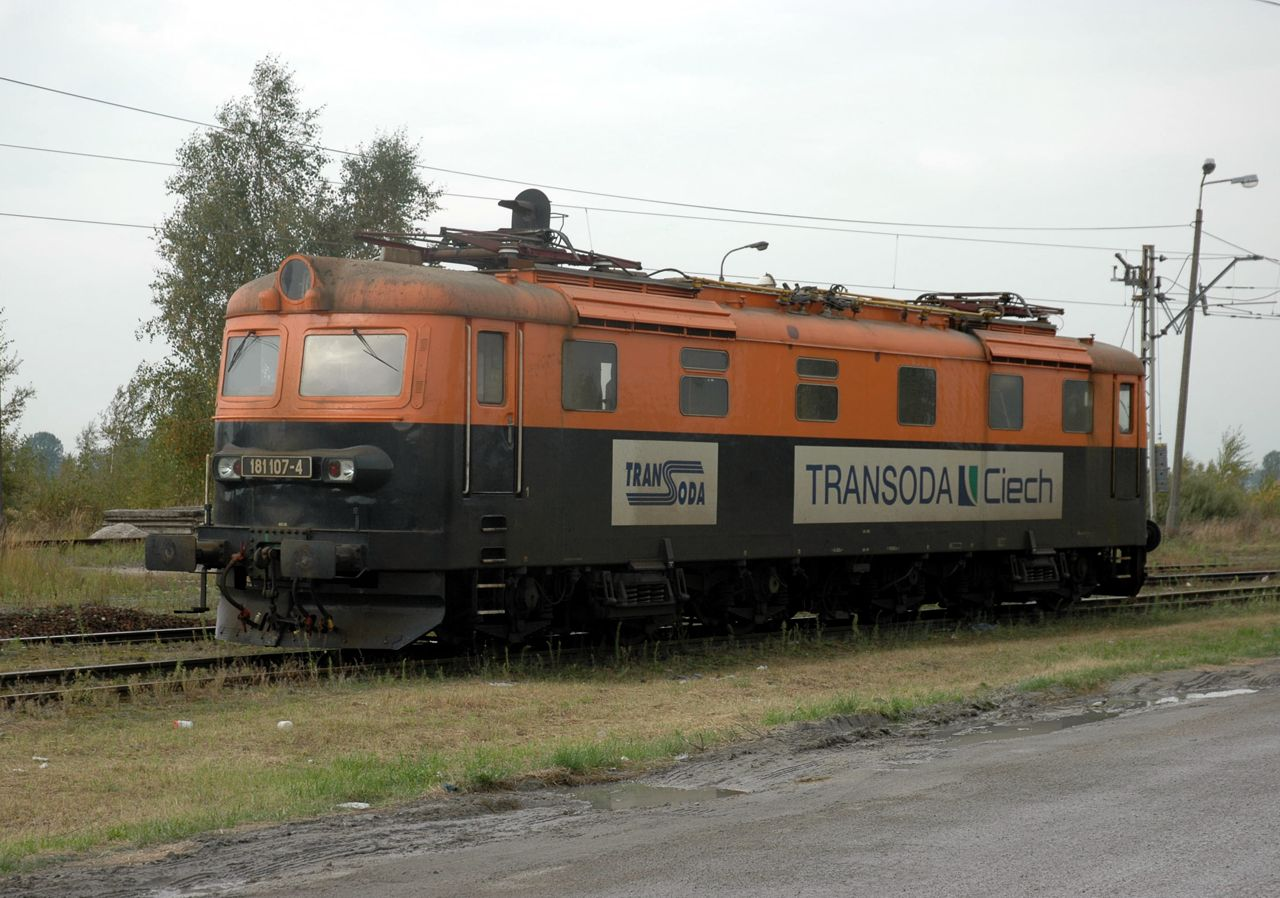
Lokomotiva 181.107 ČD Cargo pronajatá polskému dopravci Transoda

Lokomotivy I. série byly dodávány především na Slovensko, do dep Košice, Spišská Nová Ves a Žilina, druhá série pak směřovala převážně do českých dep. Na Slovensku byly brzy nahrazeny novější řadou 182 a postupně se přesouvaly především do depa Česká Třebová. Toto depo se pak stalo až do devadesátých let doménou této řady, kdy nejvyšší stav činil v 80. letech až 128 strojů, jenž byly vystavovány na výkony v široké oblasti od Benešova, Berouna a Prahy až po Staré Město u Uherského Hradiště nebo Přerov. Z jejich pozice nosné řady v nákladní dopravě je neohrozila ani dodávka lokomotiv 130 v roce 1977, které původně měly snížit potřebu řady 181, ale pro nedostatek jiných vhodných strojů byly převedeny převážně do osobní dopravy. Až dodávka strojů 163, díky kterým se řada 130 mohla vrátit do nákladní dopravy, pro kterou byla původně určená, způsobila postupné odstavování řady 181. K tomu se přidal značný pokles výkonů v 90. letech, kdy byly lokomotivy 181 dále odstavovány ve prospěch čtyřnápravových strojů, které nemají takové problémy s projížděním oblouků. Řada 181 byla později soustředěna do Ostravy spolu s řadou 182 a oba typy převedeny pod nově vyčleněnou nákladní divizi ČD Cargo (ČDC). Dnes zůstává u ČDC posledních 10 lokomotiv (z toho pouze dvě ze starší série 31E1), které jsou využívány především v postrkové službě mezi Třincem a slovenskou Čadcou, dopravě vlaků v okolí ostravského uzlu a příležitostně zajíždí i do Hranic na Moravě a na Valašsko. Především v roli postrkových lokomotiv jsou jen obtížně nahraditelné a proto část z nich prošla i hlavními opravami, spojenými s aplikací firemního modrého nátěru. S rokem výroby 1961 tak jde o vůbec nejstarší provozní stroje v celém lokomotivním parku ČDC. Osobní České dráhy si ponechaly pouze první vyrobený stroj 181.001, který je veden v České Třebové jako muzejní, a 181.030, nacházející se v depozitáři Národního technického muzea v Chomutově.
Postupně se pak lokomotivy této řady dostaly také k jiným dopravcům. Již od roku 1998 provozuje společnost OKD, Doprava (nyní Advanced World Transport) dva stroje této řady, které byly dříve Českými drahami zrušeny. Od roku 2005 pak bylo postupně několik desítek těchto strojů pronajato Českými drahami, resp. později ČD Cargem polským dopravcům. V současnosti (2016) tak lze tyto stroje nalézt v čele vlaků polských dopravců DB Cargo Polska, Lotos Kolej, Transoda, STK či Koleje Czeskie.
V roce 1963 bylo devět lokomotiv řady 181 vybaveno méně výkonnými motory z jiných lokomotiv určených pro povrchové doly. Výkon motorů byl pouze 370 kW. Důvodem takové přestavby byl nedostatek původních motorů, které byly často poškozovány kvůli zkratům při přetěžování v rámci výše zmíněného těžkotonážního hnutí. Těchto devět strojů bylo přeznačeno na řadu E 659.0 a byly nasazovány především na postrky na česko-slovenském pomezí v okolí Horní Lidče a Mostů u Jablunkova. V roce 1965 se situace s motory stabilizovala a byly tedy zpět vybaveny těmi původními a přeznačeny zpět na řadu E 669.1 (181).
Souběžně s výrobou řad 181 a 182 byly také v mnohasetkusových sériích vyráběny obdobné lokomotivy pro SSSR, kde byly označeny řadami ČS2 a ČS3 a jsou dodnes v provozu ve velkém počtu.

## Historické lokomotivy
- 181.001 (České dráhy, depo Česká Třebová)
- 181.030 (Národní technické muzeum, depozitář Chomutov)